# Holmesina
Holmesina — род неполнозубых из вымершего семейства Pampatheriidae отряда броненосцы. Строением панциря они больше напоминают современных броненосцевых, чем глиптодонтов: он состоял из гибких пластин, делавших животное подвижнее. Holmesina были травоядными, кормившимися грубой растительностью; современные броненосцы в основном насекомоядные или всеядные.
Представители рода Holmesina были гораздо крупнее, чем любой современный броненосец. Они достигали длины 2 м и веса 227 кг, в то время как современный гигантский броненосец весит не более 54 кг .
Во время великого межамериканского обмена Holmesina проникли в Северную Америку и хорошо прижились там, как и наземные ленивцы, броненосцы, глиптодонты, капибары и других южноамериканские звери. Их останки найдены в Бразилии и в США, в основном в Техасе и Флориде. Жили в период плиоцена - плейстоцена, вымерли в конце плейстоцена, примерно 12 000 лет назад.

## Виды
- † Holmesina septentrionalis
- † Holmesina floridanus
- † Holmesina occidentalis
- † Holmesina paulacoutoi
- † Holmesina major
- † Holmesina rondoniensis